# NGC 6126
NGC 6126 је лентикуларна галаксија у сазвежђу Северна круна која се налази на NGC листи објеката дубоког неба.
Деклинација објекта је + 36° 22' 38" а ректасцензија 16h 21m 27,8s. Привидна величина (магнитуда) објекта NGC 6126 износи 13,6 а фотографска магнитуда 14,6. NGC 6126 је још познат и под ознакама UGC 10353, MCG 6-36-35, CGCG 196-46, KUG 1619+364B, 1ZW 144, NPM1G +36.0396, PGC 57908.